# 龍福寺 (旭市)

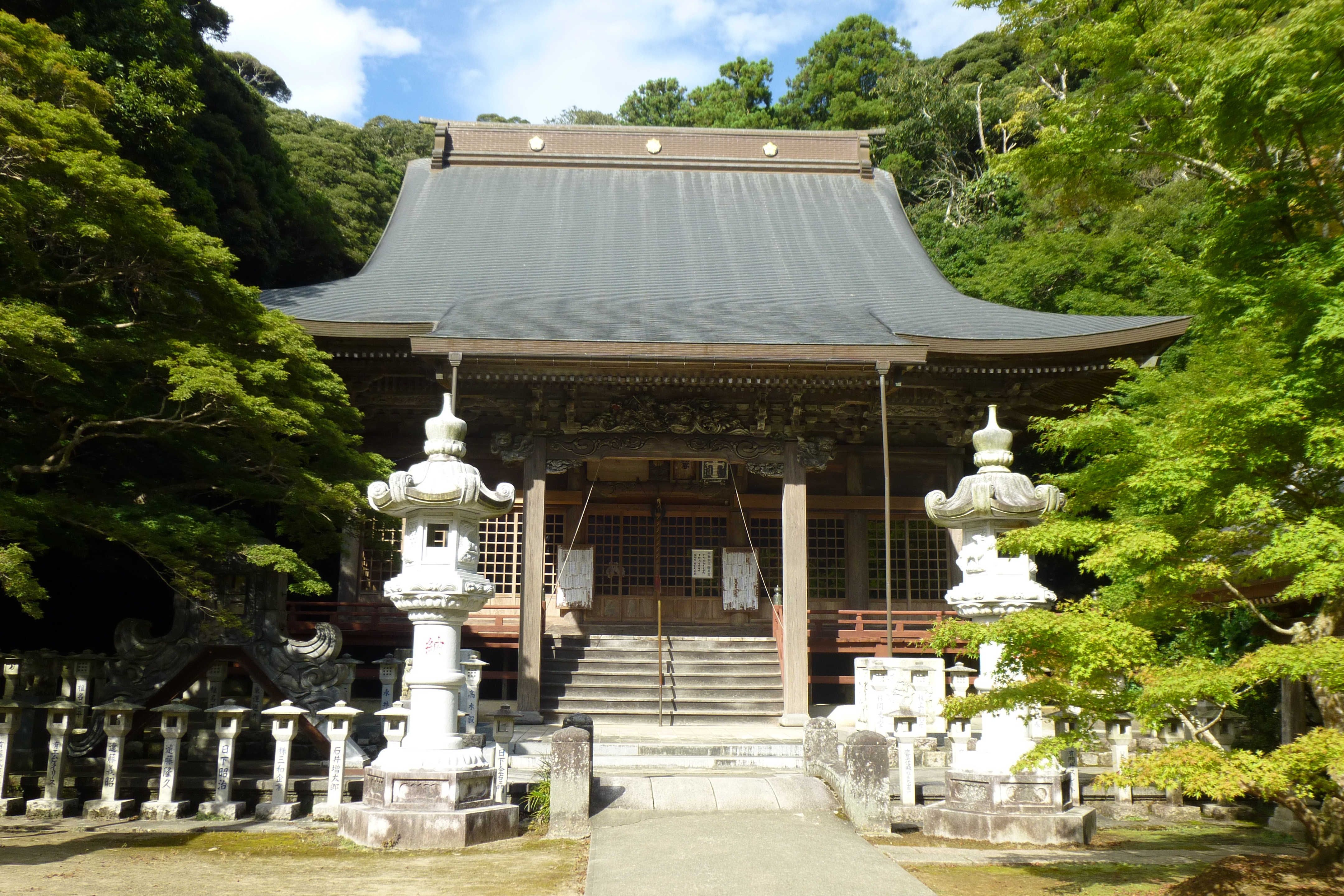
龍福寺

龍福寺（りゅうふくじ）は、千葉県旭市にある真言宗智山派の寺院。山号は仙瀧山。本尊は不動明王。境内には滝があり、また地名から「岩井の滝不動」、「岩井の不動堂」などとも称される。

## 歴史
寺伝によれば、788年（延暦7年）空海によって創建されたとされる。戦国時代にはこの寺の南方にあった見広城の城主島田氏の帰依を得たが、その後兵火にあって焼失した。

## 文化財
- 千葉県指定天然記念物
  - 龍福寺の森

## 所在地
- 千葉県旭市岩井120